# Power FM
Power FM was een commercieel radiostation dat van 1991 tot 1993 in Nederland via de kabel te ontvangen was. Bekende dj's van het eerste  uur waren Rob Stenders, Edwin Evers, Wim Rigter en Luc van Rooij. Het station heeft bestaan tussen 1991 en 1993. In 2005 heeft het digitale radioplatform Radio Digitaal van Talpa Radio opnieuw een radiostation met de naam Power FM gelanceerd.

## Geschiedenis
Op 15 augustus 1990 werd het format van het toenmalige populaire kabelstation Radio 10 gewijzigd in golden oldies. De naam veranderde in Radio 10 Gold. Om toch een jonge doelgroep te blijven bedienen lanceerde de Radio 10 Groep, onder leiding van Jeroen Soer op 14 februari 1991 Power FM. Het station zond in eerste instantie non-stop muziek uit.
Radio 10 ging vervolgens op zoek naar dj's voor het station. Op 1 februari 1991 werd Wim Rigter als programmadirecteur aangetrokken. Twee maanden eerder was Wims vaste producer Peter Belt al van de VARA naar Power FM vertrokken. Peter Belt was mede verantwoordelijk voor de implementatie van de zogenaamde music scheduling software MusicDirector van RCS. Hiermee was het mogelijk om met een beperkte database aan muziek een maximaal gecontroleerd muziek-format te hanteren. Vanaf 1 november 1991 startte Power FM met gepresenteerde programma's. Naast Wim Rigter en Peter Belt zelf waren op het station ook onder andere Luc van Rooij, Edwin Evers, Edwin Diergaarde (onder de naam Eddie Diergaarde), Rob Spijker, Hanno Dik, Francis Dix en Peter Holland te horen. Ook Rob Stenders heeft even voor Power FM gewerkt, maar uit onvrede met het feit dat hij niet zelf zijn platen mocht uitzoeken stopte hij na één uitzending.
De nieuwsblokken werden om het halve uur uitgezonden in plaats van om het hele uur.
Zaterdags werd een eigen hitlijst uitgezonden, de That's 44. De naam van deze lijst is te verklaren:
in 3 uur tijd konden precies 44 platen gedraaid worden en de sponsor van het programma was That's, een fabrikant van cassettebandjes. Edwin Diergaarde was de vaste presentator van deze hitlijst, die een weerspiegeling was van de meest gedraaide platen op het station.

## Het einde
Doordat Power FM alleen via de kabel te ontvangen was, trok het niet genoeg jonge luisteraars. Daardoor lieten de meeste adverteerders Power FM links liggen en vielen de inkomsten tegen. Het terugtrekken van hoofdsponsor Arcade was doorslaggevend. De Radio 10 Groep besloot daarom in de kosten te snijden en alle dj's te ontslaan. Op 18 september 1992 waren de laatste gepresenteerde programma's op Power FM te horen. Daarna bestond het station nog enige tijd als non-stopzender. In 1993 trok Radio 10 de stekker uit Power FM en werd op de kabelfrequenties van het station Love Radio gestart. Dit station heeft tot 2002 bestaan.

## Power FM nu
De merknaam Powerfm belandde in 2003 na de overname van Radio 10 in handen van Talpa Radio. In 2005 lanceerde Talpa Radio het digitale radioplatform Radio Digitaal met verschillende radiostations. Eén daarvan is Powerfm, een station met dance, trance en Top 40-muziek.